# 카도와키 카나코
카도와키 카나코(일본어: 門脇 佳奈子, 1996년 10월 24일 ~ )는 일본 여성 아이돌 그룹 전 NMB48 팀BII의 멤버이다.

## 개요
- 전 NMB48 팀BII 멤버. Showtitle 소속.
- 현재 개인 낚시 프로그램 ガチで釣ります!!를 진행하고 있다(2012년 6월 13일 ~ 현재).
- 2016년 2월 29일, NMB48 팀BII 졸업.